# Прусская мифология
Прусская мифология — совокупность мифов племён древних пруссов, восходящих к их языческим верованиям. Политеистическая религия исповедовалась пруссами до завоевания Тевтонским орденом. Прусская мифология тесно связана с другими балтийскими мифологическими традициями: литовской и латышской, исторически восходит к праиндоевропейской религии.